# Somewhere Out in Space
Somewhere Out in Space je album německé power metalové skupiny Gamma Ray. Bylo vydáno 25. srpna 1997 a je pátým studiovým albem skupiny. Pokračuje v tradici předchozích alb, z nichž každé bylo nahráno v odlišném složení, Somewhere Out in Space je však první deskou skupiny, na níž účinkují současní členové Gamma Ray. Na tomto albu poprvé hraje baskytarista Dirk Schlächter (poprvé od alba Heading for Tomorrow, kde se objevil jako host), kytarista Henjo Richter a bubeník Dan Zimmerman.

## Seznam skladeb
1. „Beyond the Black Hole“ (text Hansen, hudba Hansen/Schlächter/Zimmermann) – 6:00
2. „Men, Martians and Machines“ (Hansen) – 3:52
3. „No Stranger (Another Day in Life)“ (Hansen) – 3:35
4. „Somewhere Out in Space“ (Hansen) – 5:27
5. „The Guardians of Mankind“ (Richter) – 5:01
6. „The Landing“ (text Hansen, hudba Schlächter) – 1:16
7. „Valley of the Kings“ (Hansen) – 3:51
8. „Pray“ (text Hansen, hudba Schlächter) – 4:45
9. „The Winged Horse“ (Richter) – 7:02
10. „Cosmic Chaos“ (Zimmermann) – 0:48
11. „Lost in the Future“ (text Hansen, hudba Schlächter) – 3:40
12. „Watcher in the Sky“ (Hansen/Sielck) – 5:19
13. „Rising Star“ (Schlächter) – 0:51
14. „Shine On“ (text Hansen, hudba Schlächter) – 6:52